# مجتمع متعمد

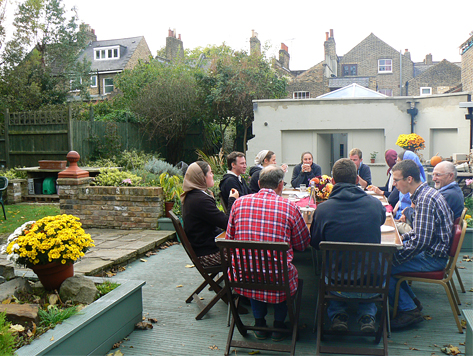
أعضاء مجتمعات برودرهوف يعيشون ويأكلون ويعملون ويتعبدون بشكل جماعي.

المجتمع المتعمد أو المجتمع المقصود هو مجتمع مُخطط للإقامة به، ومُصمم ليحتوي درجة كبيرة من العمل الجماعي أكثر من المجتمعات الأخرى. لأعضاء هذا المجتمع نفس الرؤية الاجتماعية والسياسية والدينية والروحية وعادةً ما يتبعوا أسلوب حياة بديل. ويتشاركوا في المسؤليات والموارد. تشمل هذه المجتمعات العمدية أُسر جَمعية ومجتمعات متشاركة في السكن ومدن بيئية وكميونات. يتم اختيار الأعضاء الجدد لأي مجتمع عمدي عن طريق الأعضاء القدامى بدلاً من وكلاء العقارات أو مُلاك الأرض (إن لم تكن الأراضي مِلك جمعي للمجتمع).

## الخصائص

### الغرض من هذه المجتمعات
الغرض من هذه المجتمعات يختلف في العموم. من الممكن أن يشملوا موارد مشتركة وإنشاء أحياء لها طابع عائلي والحياة بشكل بيئي صحي ومُستقر. العديد من المجتمعات العَمدية تركز على أهمية الحياة والمشاركة في الحياة مع بعضهم البعض، كخلاف مع شكل الاستقلال في الثقافة الغربية.

### أنواع المجتمعات
بعض هذه المجتمعات مدني؛ والأخرى ذات أساس روحي. الممارسة الشائعة خصوصاً في المجتمعات الروحية هي الوجبات الروحية. والشائع هناك التركيز على مبادئ المساواة. ومن الأفكار الرئيسية هي البساطة التطوعية والنمو الداخلي الشخصي والاكتفاء الذاتي.
بعض المجتمعات تعطي خدمات للسكان غير المميزين مثل لاجئيين الحرب والمشردين والناس الذي بلا قدرات تطورية. بعض المجتمعات تدير مراكز تعليم ومراكز صحية. والجتمعات الأخرى مثل كاستانيا في ناشفيل، توفر حي آمن لخارجين من برامج تأهيل لكي يعيشوا بها. وبعض المجتمعات تعمل على أساس الدخل المختلط للحي، لتخفيف الأضرار المساحة التي تستهلكها النسمة.وتحاول العديد من المجتمعات العَمدية تخفيف الظلم الاجتماعي الذي يتم في المنطقة السكنية.

## التعددية
تتباين أهداف المجتمعات المحلية المتعمدة في مختلف المجتمعات. قد تنطوي على أهداف نسوية أو روحية أو اقتصادية أو بيئية. علاوة على المجتمعات المتعمدة، يوجد كذلك المجتمعات العلمانية. تُعد الوجبات المجتمعية أحد الممارسات الشائعة في هذه المجتمعات، ولا سيما في المجتمعات الروحية. عادة ما ينصب التركيز فيها على القيم المتساوية. صنف بنجامين زابلوكي المجتمعات على النحو التالي: 
- مجتمعات الأسر البديلة
- مجتمعات التعايش
- المجتمعات التعاونية
- مجتمعات الثقافة المضادة
- مجتمعات المساواة
- المجتمعات السياسية
- المجتمعات النفسية (القائمة على المبادئ الروحانية أو علم النفس الغشتالتي)
- المجتمعات التأهيلية (انظر ساينون)
- المجتمعات الدينية
- المجتمعات الروحية
- المجتمعات التجريبية

تتألف العديد من المشاريع المجتمعية من العديد من هذه الفئات. تشكلت بعض الكوميونات، كالمعتزلون الدينيون من مجتمع فيدانتا أو كوميونات لومالاند الثيوصوفية، حول الزعماء الروحيين، في حين تشكلت الكوميونات الأخرى حول الأيديولوجيات السياسية. يرى آخرون أن «الترابط» هو ببساطة الرغبة في نمط حياة أكثر تشاركًا واجتماعية. ينطوي المجتمع كذلك على مواضيع أخرى كالحياة البسيطة الطوعية، والإمكانات البشرية، والاكتفاء الذاتي. تُعتبر بعض المجتمعات المتعمدة دولًا مجهرية، مثل كريستيانيا البلدة الحرة.

## العضوية
تشتمل العديد من المجتمعات على أنواع أو مستويات مختلفة من العضوية. غالبًا ما تبدأ عملية الاختيار لدى المجتمعات المتعمدة بقدوم شخص مهتم بالمجتمع للزيارة. كثيرًا ما تجري لجنة اختيار تابعة للمجتمع، أو في بعض الحالات كل فرد في المجتمع، مقابلات مع أعضاء المجتمع المحتملين. تضم العديد من الطوائف فترة عضوية مؤقتة. بعد قبول الزائر، يصبح العضو الجديد مؤقتًا إلى أن يبقى فترة تتراوح بين ستة أشهر أو سنة في أغلب الأحيان، ثم يعيد المجتمع تقييم عضويته. عمومًا، يصبح العضو المؤقت بعد قبوله عضوًا كامل العضوية. في كثير من المجتمعات المحلية، يحظى الأعضاء المؤقتون بمزايا تصويت أو مزايا مجتمعية أقل من مزايا التصويت التي يحظى بها الأعضاء الكاملين.
غالبًا ما تتألف المجتمعات المسيحية المتعمدة من الأشخاص الراغبين بالاقتداء بممارسات أوائل المؤمنين. توظف الكتاب المقدس لسفر أعمال الرسل (وفي كثير من الأحيان العظة على الجبل) نموذجًا، ويسعى أفراد هذه المجتمعات جاهدين من أجل التوصل إلى حل عملي لعقيدتهم الفردية في السياق التشاركي. تحاول هذه المجتمعات المسيحية المتعمدة أن تعيش تعاليم العهد الجديد وتمارس حياة مليئة بالرحمة والضيافة. تندرج ضمن هذه الفئة مجتمعات مختلفة كالطريق البسيط ومجتمعات برودرهوف والرهبانية الجديدة. تفتح هذه المجتمعات المحلية، على الرغم من معايير العضوية الحازمة، أبوابها للزوار ولا تنعزل كما تفعل بعض المجتمعات المتعمدة.
أفاد استطلاع نُشر في طبعة عام 1995 من «دليل المجتمعات المحلية»، الذي نشرته زمالة المجتمع المتعمد، أن 54% من المجتمعات المحلية التي اختارت أن تدرج نفسها في القائمة كانت ريفية، و28 % كانت حضرية، و10% امتلكت مواقع ريفية وحضرية على حد سواء، و8% منها غير محددة.

## الحوكمة
إن الشكل الأكثر شيوعاً للحكم في المجتمعات المتعمدة هو الديمقراطية (64%) ، مع اتخاذ القرارات من خلال شكل ما من أشكال صنع القرار الإجماعي أو التصويت. فالهيكل الهرمي أو السلطوي يحكم 9 في المائة من المجتمعات المحلية ، و 11 في المائة هي مزيج من الهيكل الديمقراطي والهرمي ، و 16 في المائة لا تحدد. وقد تغيرت في السنوات الأخيرة مجتمعات عديدة كان يقودها في البداية فرد أو مجموعة صغيرة إلى شكل أكثر ديمقراطية من أشكال الحكم.

## المبادئ الرئيسية
جرى التعبير عن الخصائص المركزية للكوميونات، أو المبادئ الرئيسية الني تحددها، بأشكال مختلفة على مر السنين. استحدث الراديكالي جون غودوين بارمبي، المولود في سوفولك، مصطلح «الطائفية»، وأصبح فيما بعد وزيرًا توحيديًا.
في مطلع سبعينيات القرن العشرين، صنّف مؤلف كتاب الكوميونات الجديدة، رون روبرتس، الكوميونات على أنها فئة فرعية من فئة أكبر من مجتمعات اليوتوبيا. وضح ثلاث خصائص رئيسية: أولًا، المساواتية –إذ ترفض الكوميونات التسلسل الهرمي أو تدرجات المركز الاجتماعي باعتباره ضروريًا للنظام الاجتماعي. وثانيًا، النطاق البشري –رأى أعضاء بعض الكوميونات حجم المجتمع أثناء تنظيمه باعتباره صناعيًا للغاية (أو بحجم المصنع) وبالتالي فهو غير متعاطف مع الأبعاد الإنسانية، وثالثًا، معاداة الكوميونات للبيروقراطية بوعي.
بعد مرور خمسة وعشرين عامًا، عرّف الدكتور بيل ميتكالف، في كتابه المُحرّر «الرؤى المشتركة»، الكوميونات المشتركة على أنها تتمتع بالمبادئ الأساسية التالية: أهمية المجموعة مقابل وحدة الأسرة الأولية، و«الحافظة المشتركة»، والأسرة الجماعية، وصنع القرار الجماعي بشكل عام، والعلاقات الوثيقة. مع تشارك الحياة اليومية والمرافق، تُعتبر الكوميونات شكلًا مثاليًا من أشكال الأسرة، فهي تشكل نوعًا جديدًا من «المجموعة الأولية» (التي يقل عدد أفرادها عمومًا عن 20 شخصًا على الرغم من وجود أمثلة على كوميونات تحتوي أعدادًا أكبر بكثير). يرتبط أعضاء الكوميونات بروابط عاطفية مع الجماعة بأكملها بدلًا من أي مجموعة فرعية، وتشهد الكوميونات عواطف تتجاوز الروح الجماعية للمجتمع.

## حول العالم
تُعرّف الكوميونة ببساطة على أنها مجتمع متعمد يتشارك دخله بنسبة 100%، يصنّف الدليل الإلكتروني لزمالة المجتمع المتعمد 222 كميونة في مختلف أنحاء العالم (28 يناير 2019). بعض هذه المؤسسات الدينية مثل الأديرة وكنائسها. يستند البعض الآخر إلى فلسفة الأنثروبوصوفيا، بما في ذلك قرى كامب هيل التي توفر الدعم للتعليم والعمالة والحياة اليومية للبالغين والأطفال ذوي إعاقات النمو أو مشاكل الصحة العقلية أو الاحتياجات الخاصة الأخرى. تشكل العديد من الكوميونات جزءًا من حركة العصر الجديد.
تمارس العديد من الثقافات بطبيعة الحال الحياة الطائفية أو القبلية، ولا تحدد طريقة حياتها باعتبارها كوميونة مخططة في حد ذاتها، على الرغم من أن وضعها المعيشي قد يتسم بخصائص عديدة تماثل خصائص الكوميونة.

### ألمانيا
في ألمانيا، تعرّف الكثير من المجتمعات المتعمدة نفسها على أنها كوميونات، هناك شبكة من الكوميونات السياسية التي تُعرف باسم كوموجا تضم نحو 30 عضوًا ضمن مجموعاتها (مايو 2009). ساد ألمانيا تقليد طويل من المجتمعات المتعمدة التي تعود في أصلها إلى المجموعات المستوحاة من مبادئ إصلاح الحياة التي سادت في القرن التاسع عشر. لاحقًا، نشأ نحو 100 مجتمع متعمد في جمهورية فايمار بعد الحرب العالمية الأولى، وامتلك الكثير من هذه المجتمعات اقتصادًا مجتمعيًا. في ستينيات القرن العشرين، عاد ظهور المجتمعات التي تطلق على نفسها اسم الكوميونات، بدءاً بالكوميونة الأولى في برلين، ثم الكوميونة الثانية (في برلين كذلك) والكوميونة الثالثة في فولفسبورغ.
في كتاب الكوميونات الألمانية، تعرف إليزابيث فويز الكوميونات على أنها مجتمعات: 
- تعيش وتعمل معًا
- تتمتع باقتصاد مجتمعي، أي اقتصاد مشترك وممتلكات مشتركة (الأرض والمباني ووسائل الإنتاج)
- تتخذ قرارات مجتمعية –تتوافق الآراء عادة في اتخاذ القرارات
- تحاول تقليل التسلسل الهرمي والهياكل الهرمية
- تقسم الأعمال المنزلية ورعاية الأطفال وغير ذلك من المهام المجتمعية
- تساوي بين المرأة والرجل
- لها بصمة بيئية منخفضة من خلال تشارك الموارد وتوفيرها.